# Melvyn Grant
Pour les articles homonymes, voir Grant.
Melvyn Grant (né à Londres en Angleterre) est un artiste et illustrateur anglais. Il est célèbre pour avoir été l'un des artistes ayant travaillé sur Eddie la mascotte du groupe de heavy metal Iron Maiden. Il a conçu pour eux les pochettes des albums Fear of the Dark, Virtual XI et Death on the Road, ainsi que la pochette du single The Reincarnation of Benjamin Breeg et celle de The Final Frontier. Il est donc le seul artiste, avec Derek Riggs, à avoir dessiné Eddie sur plus d'une pochette d'album.
Grant a aussi conçu des illustrations pour le roman Where's My Cow? de Terry Pratchett ainsi que pour de nombreuses autres œuvres littéraires. Il a aussi travaillé sur plusieurs jaquettes de jeux vidéo pour la firme Psygnosis (Baal, Ballistix…). Par ailleurs, il est aussi à l'origine de plusieurs couvertures de Livres dont vous êtes le héros de la collection Défis fantastiques et Sorcellerie !.